# Islam in Estland

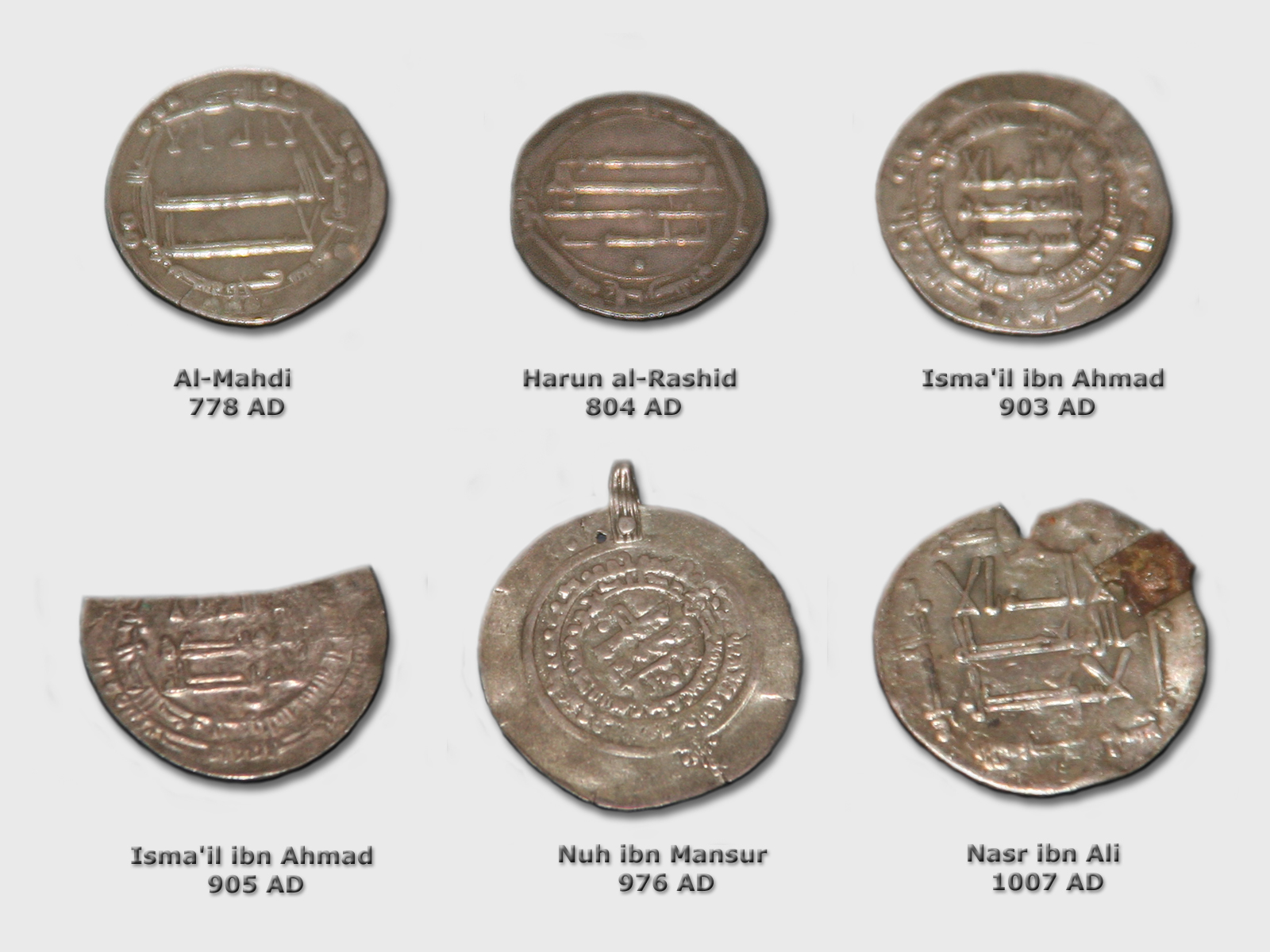
Islamitische gouden tijdperk in het 'Historisch Museum' van Estland.

De islam is een kleine en relatief nieuwe religie in Estland. In de Estse volkstelling van 2021 noemden 5.800 personen zichzelf moslim, oftewel 0,52% van de Estse bevolking (van 15 jaar en ouder) van ongeveer 1.114.000 inwoners. Desalniettemin wint de islam langzaam maar geleidelijk meer terrein in Estland. Zo is het aantal moslims in Estland tussen 2011-2021 bijna verviervoudigd, terwijl het aandeel moslims in de totale bevolking vervijfvoudigd is. Als een van de weinige landen in Europa telt Estland geen officieel functionerende moskee; religieuze diensten vinden plaats in het 'Estisch Islamitisch Centrum' (est.: Eesti Islami Keskus) te Tallinn.
| Religie in Estland | 2000      | 2000   | 2011      | 2011   | 2021      | 2021   |
| Religie in Estland | Aantal    | %      | Aantal    | %      | Aantal    | %      |
| ------------------ | --------- | ------ | --------- | ------ | --------- | ------ |
| Moslims            | 1.387     | 0,12   | 1.508     | 0,14   | 5.800     | 0,52   |
| Totale bevolking   | 1.121.582 | 100,00 | 1.094.564 | 100,00 | 1.114.030 | 100,00 |

De islam wordt vooral beleden door etnische minderheidsgroepen, hoofdzakelijk recente immigranten uit de voormalige Sovjet-Unie, zoals Azerbeidzjanen, Oezbeken, Tsjetsjenen en Kazachen.  Onder de etnische Tataren, de oudste en omvangrijkste moslimgroep in Estland, was in 2011 ongeveer 30% moslim (604 van de 1.993 Tataren). De meeste Tataren zijn recente immigranten uit Tatarije, maar een klein deel bestaat ook uit 'inheemse Tataren' - de nakomelingen van Tataren die zich in de zeventiende en achttiende eeuw in Tartu, Narva en Tallinn vestigden. Van de etnische Esten noemden 430 zichzelf moslim in 2021, terwijl 100 etnische Russen de islam aanhingen - respectievelijk 0,06 % en 0,04 % van de deze groepen. 